# Krater (kärl)

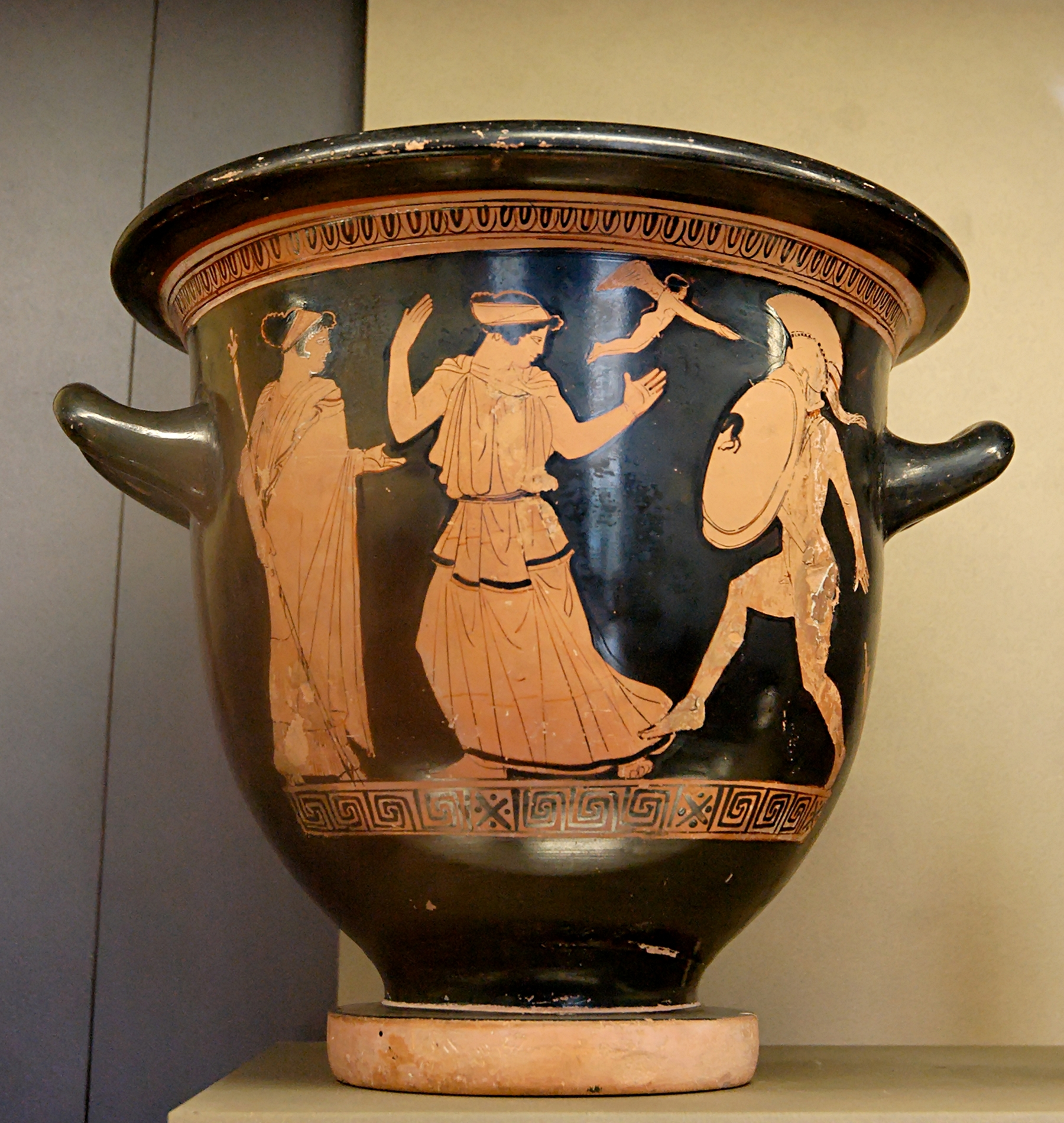
Rödfigurig attisk krater från cirka 450–440 f.Kr.

En krater [-t'är], grekiska κρατήρ "blandningskärl", "skål", "bål", var något av de större, vida och kittelliknande kärl, vari forntidens greker och romare blandade vinet med vatten vid måltiderna och dryckeslagen. 
Kratererna var försedda med två grepar och stod antingen på fot eller hade nedtill en avrundad eller spetsig form, i vilka senare fall de vilade på ett ställ. Ur krateren östes drycken med smärre kärl. Kratererna var mestadels av terrakotta och då ofta försedda med figurmålningar, sällan av metall.

## Användning
Kratern kunde användas vid ett symposium och placerades då mitt i rummet där den stod, fylld med en mixtur av vin och vatten. Kärlet var stort och otympligt, därav användes andra mindre kärl och bägare för att åtnjuta drycken från kratern. En kylix eller en kyathos kunde användas för detta ändamål. Då kraterns insida var glaserad lämpade den sig väl för förvaring av vätskor. 
På symposiet valdes en symposiark ut, som skulle ha kontroll över de slavar som serverade vinet. Därigenom hade han kontroll över hur utblandad drycken skulle vara under symposiet. Hur kratern var placerad och hur den fylldes var således ett bevis på symposiarkens auktoritet.